# Agapetus evansi
Agapetus evansi là một loài Trichoptera trong họ Glossosomatidae. Chúng phân bố ở miền Australasia.